# Valeria Dorneanu
Valeria Buric Dorneanu este o ziaristă română, ce a deținut funcția de consilier de stat pe probleme de politică internă la Departamentul pentru Relația cu Autoritățile Publice și Societatea Civilă al Administrației Prezidențiale.
În anul 2002 este promovată redactor șef al agenției de știri Mediafax, după plecarea lui Ovidiu Nahoi. Va părăsi postul în 2004 pentru a se alătura administrației Băsescu, de unde va pleca în 2006.
În prezent, este redactor-șef în cadrul agenției de știri NewsIn, unde este colegă cu Cosmin Popa (director de dezvoltare al agenției), fost coleg la Mediafax.